# فرنسيس إليشا بيكر
فرنسيس إليشا بيكر (بالإنجليزية: Francis Elisha Baker)‏ هو قاضي ومحامي أمريكي، ولد في 20 أكتوبر 1860، وتوفي في 15 مارس 1924.